# 孙奇 (三国)
孫奇（？—250年)，字仲容，吴郡富春县（今浙江省富阳市）人。三国孙吴宗室。
孫奇祖父孫輔。父亲被任命为奮威将軍，名字不详。孙辅四子孙兴、孙昭、孙伟、孙昕，不明奮威将軍是其中哪位。孙奇是位美男子，周昭称赞他：“恂恂公子，美妙无已。”十七岁的时候被举为秀才入仕，有雄才。
鲁王孙霸与太子孙和争夺权位时，孙奇依附于魯王孙霸，谮毁太子，历任散騎侍郎、武卫都尉。赤烏十二年（249年）娶太子賓客范慎之女、十八岁的范姬为妻。赤乌十三年（250年）孙霸被孙权赐死，孙奇因党附孙霸毁谤孙和之罪被诛。夫妻无子，其妻割耳鼻明志，拒绝改嫁。